# Piotrkowianin Piotrków Trybunalski
Maillots
Le Piotrkowianin Piotrków Trybunalski est un club de handball, situé à Piotrków Trybunalski en Pologne, évoluant en Superliga. 

## Historique
- 1997: Fondation du club sous le nom de Concordia Piotrków Trybunalski
- 2004 : Changement de nom : Piotrkowianin Piotrków Trybunalski

## Palmarès
Superliga :  
5e en 2007 et 2008
6e en 2009
I liga (D2 polonaise) (3):
Vainqueur en 2004, 2012 et 2016

## Effectif actuel
| N° | Poste | Nom                 | Date de naissance   | Taille | Arrivée | Club précédent          | Sélection  |
| -- | ----- | ------------------- | ------------------- | ------ | ------- | ----------------------- | ---------- |
| 12 | GB    | Damian Procho       | 02/09/1994 (25 ans) | 1,92 m | 2012    | Formé au club           | -          |
| 16 | GB    | Danilo Mihajlević   | 23/12/1997 (22 ans) | 1,91 m | 2020    | KH BESA Famiglia        | Monténégro |
| 24 | GB    | Artur Kot           | 28/12/1993 (26 ans) | 1,90 m | 2019    | Olimpia Piekary Śląskie | -          |
| 4  | ALG   | Tomasz Mróz         | 11/03/1985 (35 ans) | 1,80 m | 2009    | SPR Stal Mielec         | -          |
| 14 | ALG   | Piotr Swat          | 08/06/1986 (33 ans) | 1,78 m | 2013    | Śląsk Wrocław           | -          |
| 11 | ALD   | Marcin Szopa        | 17/04/1995 (24 ans) | 1,80 m | 2018    | Meble Wójcik Elbląg     | -          |
| 21 | ALD   | Patryk Gluch        | 11/02/1999 (21 ans) | 1,88 m | 2020    | NMC Górnik Zabrze       | Pologne    |
| 8  | DC    | Szymon Woynowski    | 18/07/1986 (33 ans) | 1,90 m | 2011    | BKS Bochnia             | Pologne    |
| 22 | DC    | Filip Surosz        | 19/12/1994 (25 ans) | 1,90 m | 2015    | Formé au club           | -          |
| 9  | ARG   | Sebastian Iskra     | 18/07/1987 (32 ans) | 1,93 m | 2014    | KSSPR Końskie           | -          |
| 77 | ARG   | Grzegorz Sobut      | 12/03/1983 (37 ans) | 1,90 m | 2018    | Ostrowiec Świętokrzyski | -          |
| 95 | ARG   | Piotr Rutkowski     | 08/10/1995 (24 ans) | 1,98 m | 2019    | SPR Stal Mielec         |            |
| 17 | ARD   | Adrian Turkowski    | 20/03/1997 (23 ans) | 1,88 m | 2019    | KS Stal Gorzów          | -          |
| 20 | ARD   | Bartosz Nastaj      | 24/04/1995 (24 ans) | 1,88 m | 2016    | Siódemka Miedź Legnica  | -          |
| 87 | ARD   | Marcin Tórz         | 04/05/1987 (32 ans) | 1,92 m | 2012    | Arot-Astromal Leszno    | -          |
| 13 | PVT   | Mateusz Kaźmierczak | 23/01/1996 (24 ans) | 1,92 m | 2018    | Formé au club           | -          |
| 32 | PVT   | Roman Požárek       | 23/09/1985 (34 ans) | 1,93 m | 2012    | HC Dukla Prague         | Tchéquie   |
| 90 | PVT   | Adam Pacześny       | 11/04/1990 (29 ans) | 1,88 m | 2013    | MMTS Kwidzyn            | -          |